# Барановичи (Ивьевский район)
Барановичи (бел. Баранавічы) — деревня в Ивьевском районе Гродненской области Республики Беларусь. Входит в состав Трабского сельсовета.

## География
Находится в нескольких километрах от границы с Литвой.

## Население
На данный момент проживает около 20 человек, по большей мере пенсионеры.
В деревне насчитывается около 30 домов, из которых более половины уже не жилые.